# 思儿亭
思儿亭曾经位于中国福州市城北。是明朝福州百姓为纪念抗击倭寇的将领戚继光和他的儿子而修建的。
相传当年戚继光抗击倭寇时驻扎在福州此处。一次，戚继光得知一伙倭寇企图侵犯福州，他就兵分两路，命令儿子戚印率先锋部队分头开进，约定次日午时在福州城东北会合。戚印于是率队出发，然而不久天气发生变化，伸手不见五指，戚印担心中倭寇埋伏，就下令部队停下，自己带几个随从赶去大军。由于部队未能汇合，导致接下来对倭寇的战斗形势不利，戚继光很生气，为了严肃军令，他命令将儿子戚印押出去斩首。这样一来，戚家军士气大振，奋勇杀敌，大获全胜。福州百姓都很感动，大军凯旋之时，经过戚继光斩子之处，老百姓都痛哭失声。后来福州百姓为了纪念戚继光和他的儿子，就在此处修了一个亭子，叫做“思儿亭”，当地还留下了一首歌谣：
```
“
执法如山军纪明
，
　
出师矢志灭胡尘
。
　
斩子励众並为国
，
　
千秋共仰思儿亭
。”
```

这就是思儿亭得名的缘由。